# Антамошкин, Александр Николаевич
Александр Николаевич Антамошкин (1951—2017) — профессор, доктор технических наук, руководитель крупнейшей научной школы по математическому моделированию и оптимизации сложных систем. Заслуженный работник высшей школы Российской Федерации

## Биография
Александр Николаевич Антамошкин родился 25 сентября 1951 года в Омской области.
В 1973 году закончил Томский государственный университет по специальности «Прикладная математика». После окончания аспирантуры в 1978 году защитил кандидатскую диссертацию на тему «Сравнительная эффективность алгоритмов случайного и регулярного поиска».
В 1996 году защитил докторскую диссертацию на тему «Оптимизация процессов автоматизированного синтеза систем управления космическими аппаратами».
Преподавал в Сибирском государственном аэрокосмическом университете (СибГАУ), Красноярском государственном аграрном университете (КрасГАУ), Красноярском государственном университете (с 2006 года — вошел в состав Сибирского Федерального университета).
В СибГАУ заведовал кафедрой «Системный анализ и исследование операций». Руководил двумя магистерскими программами института менеджмента и информатики КрасГАУ.
Являлся действительным членом Российской инженерной академии.
В 2013 году ему было присвоено звание «Заслуженный работник высшей школы Российской Федерации».

## Избранные труды
По данным библиотечной системы eLibrary на декабрь 2019 года, А. Н. Антамошкин является автором 121 научных публикаций, с общим количеством цитирований: 412, по состоянию же на ноябрь 2020 года по тем же данным — 123 публикаций с общим количеством цитирований: 505.
- Продовольственная безопасность региона: проблемы, пути решения / [А. Н. Антамошкин, О. И. Антамошкина, Л. И. Белецкая и др.] ; М-во образования и науки РФ, ФГБОУ ВО «Краснояр. гос. аграр. ун-т». — Красноярск : КрасГАУ, 2016. — 71 с. : ил., табл. ; 20 см. — Библиография в конце книги. — ISBN 978-5-94617-397-1
- Управление распространением инноваций в региональной социально-экономической системе / А. Н. Антамошкин, В. М. Аврамчиков, Н. Т. Аврамчикова ; М-во сел. хоз-ва РФ, ФГБОУ ВПО «Краснояр. гос. аграр. ун-т». — Красноярск : КрасГАУ, 2015. — 161 с. : ил., табл. — Библиография: с. 106—115. — 500 экз.. — ISBN 978-5-94617-365-0
- Комбинаторная оптимизация при логической классификации / А. Н. Антамошкин, И. С. Масич, Р. И. Кузьмич ; М-во сел. хоз-ва Рос. Федерации, Краснояр. гос. аграр. ун-т. — Красноярск : КрасГАУ, 2015. — 129 с. ; 21 см. — 500 экз.. — ISBN 978-5-94617-356-8
- Оптимизация функционалов с булевыми переменными / А. Н. Антамошкин; Под ред. Л. А. Растригина. — Томск : Томский университет, 1987. — 99, [2] с.
- Регулярная оптимизация псевдобулевых функций / А. Н. Антамошкин. — Красноярск : Красноярский университет, 1989. — 158, [2] с. — ISBN 5-7470-0056-X
- Колташев А. А. Технологические аспекты создания бортового программного обеспечения спутников связи // Вестник СибГАУ им. ак. М. Ф. Решетнева / А. Н. Антамошкин, А. А. Колташев. — Красноярск: СибГАУ, 2005. — Вып. 6.
- Математическое и программное обеспечение отказоустойчивых систем управления и обработки информации / А. Н. Антамошкин, И. В. Ковалев, Р. Ю. Царев ; М-во сел. хоз-ва Рос. Федерации, Краснояр. гос. аграр. ун-т. — Красноярск : КрасГАУ, 2011. — 277 с. : ил. ; 21 см. — Библиография: с. 269—277. — 500 экз.. — ISBN 978-5-94617-225-7
- Лосева Е. Д., Антамошкин А. Н. Алгоритм автоматизированного формирования ансамблей нейронных сетей для решения сложных задач интеллектуального анализа данных // Известия Тульского государственного университета. Технические науки. 2017. № 4. С. 234—243.
- Kazakovtsev L., Antamoshkin A. Combinations of the greedy heuristic method for clustering problems and local search algorithms // Workshop Proceedings 2016. С. 440—452.
- Казаковцев. А., Антамошкин А. Н. Алгоритм для календарного планирования // Вестник КрасГАУ. 2015. № 4 (103). С. 215—219.
- Антамошкин А. Н., Масич И.С Выбор логических закономерностей для построения решающего правила распознавания // Вестник Сибирского государственного аэрокосмического университета им. академика М. Ф. Решетнева. 2014. № 5 (57). С. 20-25.